# Враньеш, Зоран
Зоран Враньеш (серб. Зоран Вранеш; род. 14 сентября 1950, Плевля) — югославский футболист и сербский футбольный тренер.

## Биография
В качестве футболиста выступал за команды «Партизан» (Белград) и «Шумадия» (Аранджеловац).
В качестве тренера работал на родине с клубом «Рудар» Плевли.
В 1994 году Зоран Враньеш уехал работать в страны Карибского бассейна. Он возглавлял сборные Тринидада и Тобаго (дважды), Антигуа и Барбуды и Сент-Винсент и Гренадин. В 1996 году специалист выводил тринидадцев в розыгрыш Золотого кубка КОНКАКАФ. В 2004 году дошёл со скромной командой Сент-Винсента и Гренадин до первого группового этапа в отборочном турнире к чемпионату мира по футболу 2006 года.
С 2009 года Враньеш работал главным тренером молодёжной сборной Тринидада и Тобаго. Ему удавалось вывести молодёжку на чемпионат мира по футболу в Египте. Параллельно сербский наставник входит в тренерский штаб основной команды «сока уорриорз».